# 馬科維謝
50°27′19″N 29°52′11″E / 50.45528°N 29.86972°E
馬科維謝（烏克蘭語：Маковище）是位於烏克蘭北部的村莊，由基辅州布恰区的馬卡里夫市鎮負責管轄。該村面積0.46平方公里，海拔高度165米，2001年人口945，人口密度每平方公里1,819.6人。